# جامعة خليج فارس
جامعة خليج فارس (بالفارسية: دانشگاه خلیج فارس) هي جامعة إيرانية، تقع في مدينة بوشهر. تأسست سنة 1991م.

## وصلات خارجية
- موقع الجامعة (بالفارسية)